# Les Fous du roi (film, 1949)
Pour les articles homonymes, voir Les Fous du roi.
Pour plus de détails, voir Fiche technique et Distribution.
Les Fous du roi (All the King's Men) est un film américain réalisé par Robert Rossen, sorti en 1949.
L'histoire s'inspire de la vie de l'homme politique Huey Pierce Long, gouverneur de la Louisiane de 1928 à 1932, puis sénateur (1932-1935), mort assassiné au cours de son mandat.

## Synopsis
Dans un État américain non précisé, un homme de la campagne, un ancien hillbilly, qui a réussi en travaillant dur à obtenir un diplôme de droit (bachelor of law) et essaie de faire de la propagande contre les pouvoirs en place, est lancé dans une campagne électorale par une faction politique afin d'empêcher la réélection du sortant. Au cours de cette campagne, il prend conscience d'avoir été manipulé et, après sa défaite prévisible, décide de faire de la politique pour son propre compte, avec l'appui d'un journaliste issu de la haute société de l'État (Jack Burden) et d'une activiste passée de son côté.
Il se présente pour le poste de gouverneur et fait une campagne populiste, grâce à des ressources abondantes d'origine peu claire. Élu, il lance de grands travaux qui modernisent les campagnes et améliorent les conditions de vie de leurs habitants, mais simultanément devient aussi corrompu que les politiciens qu'il dénonçait. Il instrumentalise sa famille pour sa propagande, tout en prenant une maîtresse, précédemment fiancée à Jack Burden.
En butte aux attaques politiques et médiatiques de ses adversaires, il échappe de peu à la destitution grâce au soutien des hillbillies qui lui accordent toujours leur confiance, mais est assassiné par le frère de sa maîtresse.

## Fiche technique
- Titre : Les Fous du roi
- Titre original : All the King's Men
- Réalisation : Robert Rossen, assisté de Sam Nelson et Don Siegel (non crédité)
- Scénario : Robert Rossen d'après le roman de Robert Penn Warren
- Production : Robert Rossen
- Photographie : Burnett Guffey
- Montage : Al Clark
- Décors : Louis Diage (en)
- Costumes : Jean Louis
- Pays de production :  États-Unis
- Format : Noir et blanc - 35 mm - 1,37:1 - Mono (Western Electric Recording)
- Genre : Drame et film noir
- Durée : 109 minutes
- Dates de sortie :
  - États-Unis : 8 novembre 1949 (première à New York)
  - France : 26 août 1950
- Affiche : René Péron (France)

## Distribution

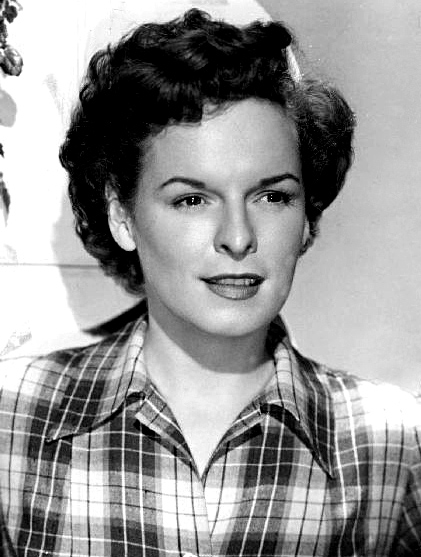
Mercedes McCambridge.

- Broderick Crawford (VF : Marcel Raine) : Willie Stark
- John Ireland  (VF : Robert Dalban) : Jack Burden
- Anne Seymour : Lucy Stark, épouse de Willie
- John Derek : Tom Stark, fils de Willie
- Mercedes McCambridge  (VF : Paula Dehelly ) : Sadie Burke
- Katherine Warren : Mme Burden, mère de Jack
- Joanne Dru : Anne Stanton
- Shepperd Strudwick : Adam Stanton, frère d'Anne, médecin
- Raymond Greenleaf : Monte Stanton, oncle d'Anne, juge
- Ralph Dumke : Tiny Duffy
- Will Wright : Dolph Pillsbury
- Walter Burke : « Sugar Boy », garde du corps de Willie
- Houseley Stevenson : Madison, rédacteur en chef de Jack au début du film
- Grandon Rhodes : Floyd McEvoy
- King Donovan : un journaliste
- Larry Steers : un spectateur à la mise en accusation
- Richard Hale